# Серия Хэмфри
Серия Хэмфри — спектральная серия в спектре атома водорода, названная в честь американского физика Кёртиса Хэмпфри, открывшего эту серию в 1953 году. Данная серия образуется при переходах электронов с возбуждённых энергетических уровней на шестой в спектре излучения и с шестого уровня на все вышележащие уровни при поглощении. Все линии серии Хэмфри расположены в далёком инфракрасном диапазоне.
Формула Ридберга для серии Хэмфри выглядит следующим образом:
{\displaystyle {1 \over \lambda }=R\left({1 \over 6^{2}}-{1 \over n^{2}}\right)\qquad \left(R=1.0974\times 10^{7}{\mbox{m}}^{-1}\right)}
Где n — главное квантовое число — натуральное число большее 6, а R — постоянная Ридберга.
| n               | 7     | 8    | 9    | 10   | 11   | 12   | 13   | 14   | 15   | 16   | 17   | {\displaystyle \infty } |
| Длина волны, нм | 12365 | 7498 | 5905 | 5126 | 4670 | 4374 | 4169 | 4019 | 3905 | 3817 | 3747 | 3281                    |

Хотя эта серия последняя из именованных для атома водорода, но исследованы также серии, возникающие при переходах на 7-й, 8-й, 9-й и 10-й уровни атома водорода.